# Loxerebia albipuncta
Loxerebia albipuncta är en fjärilsart som beskrevs av John Henry Leech. Loxerebia albipuncta ingår i släktet Loxerebia och familjen praktfjärilar. Inga underarter finns listade i Catalogue of Life.